# Tetramethylolovo
Tetramethylolovo je organická sloučenina se vzorcem (CH3)4Pb, v minulosti používaná jako antidetonační přísada do benzinů.
Kvůli jeho vlivu na životní prostředí se od jeho používání ustupuje.
Tetramethylolovo poškozuje centrální nervovou soustavu, ledviny, a oběhovou soustavu. Do těla se může dostat vdechnutím, přes oči nebo kůži, a pozřením. Otrava se projevuje nespavostí, záchvaty, deliriem, ztrátou chuti, nevolností, sniženým krevním tlakem a úzkostí.